# Edmund Chipp
Edmund Thomas Chipp (Londres, 25 de desembre de 1823 – Niça (França), 17 de desembre de 1886), fou un organista i compositor anglès.
Acabats de forma brillant els seus estudis tècnics, la catedral de Sant Elies d'Edimburg el tingué com a organista i mestre de cors des de 1867, i mentre desenvolupava va fer algunes gires per França i Itàlia, component a manera dels clàssics alguns retalls de música sacra entre els quals destaca l'oratori Job; l'idil·li bíblic Naomi; villancets, antífones, dos Te Deum i altres.
Va escriure un llibre titulat Music for the Church Service.